# Queimada (película)
Queimada es una película de drama bélico histórico de 1969 dirigida por  Gillo Pontecorvo. Ambientada a mediados del siglo XIX, la película está protagonizada por Marlon Brando como el agente provocador británico  William Walker, enviado para derrocar una colonia portuguesa en el Caribe manipulando una revuelta de esclavos para servir a los intereses del comercio del azúcar y las complicaciones que surgen de la formación de un estado títere posterior; otro actor principal es Evaristo Márquez como José Dolores.
La trama ficticia se basa en parte en las actividades del filibustero estadounidense William Walker, que da nombre al personaje principal, y su invasión de Nicaragua en 1855. Los guionistas Franco Solinas y Giorgio Arlorio también se basaron en las experiencias del agente de inteligencia Edward Lansdale, quien sirvió al gobierno de Estados Unidos en Filipinas e Indochina en las décadas de 1950 a 1960, y en la Revolución Cubana.
La película es una coproducción italiana y francesa de Alberto Grimaldi, distribuida internacionalmente por United Artists. Cuenta con una partitura musical compuesta por Ennio Morricone.

## Argumento
A principios del siglo XIX, los esclavos de las vastas plantaciones de caña de azúcar de la isla de Queimada, situada en el mar Caribe, están a punto de rebelarse; y los británicos están dispuestos a echarles una mano.
En 1844 el Almirantazgo británico envía a Sir William Walker, un agente provocador, a la isla de Queimada (literalmente "Quemada" o "Quemada"), una colonia portuguesa en las Antillas Menores. El gobierno británico busca abrir la isla a la explotación económica por parte de la Antilles Royal Sugar Company pasar el mercado de la caña de azúcar a manos inglesas. La tarea de Walker es organizar un levantamiento de africanos esclavizados contra el régimen portugués, que el gobierno británico pretende reemplazar con un gobierno dominado por plantadores blancos dóciles.Cuando llega a Queimada, Walker se hace amigo del carismático José Dolores, a quien atrae para que lidere la rebelión de los esclavos, e induce a los principales terratenientes a rechazar el dominio portugués. La rebelión de Dolores tiene éxito y Walker organiza el asesinato del gobernador portugués en un golpe nocturno. Walker establece un régimen títere en deuda con la Compañía de las Antillas, encabezado por el idealista pero ineficaz revolucionario Teddy Sánchez. Walker convence a Dolores para que reconozca el nuevo régimen y entregue sus armas, a cambio de la abolición de la esclavitud. Habiendo tenido éxito en su misión, pasa a su siguiente misión en Indochina.
En 1848 Dolores, disgustado por la colaboración del nuevo régimen con la Compañía de las Antillas, lidera un segundo levantamiento, con el objetivo de expulsar la influencia británica de Queimada. Después de seis años del levantamiento, en 1854, la Compañía devuelve a Walker (después de encontrarlo en Plymouth, Inglaterra) a Queimada con el consentimiento del Almirantazgo, encargándole la tarea de reprimir la revuelta y pacificar la isla. Resentido por la explotación de Queimada por parte de la empresa, el presidente Sánchez no coopera.
Sánchez es derrocado y ejecutado en un golpe de Estado diseñado por Walker, quien establece un régimen totalmente en deuda con la compañía. Las fuerzas británicas son invitadas a la isla; guiados por Walker, sofocan rápidamente la rebelión y capturan a Dolores. Walker intenta salvar la vida de Dolores debido a su camaradería pasada, pero el líder rebelde rechaza su ayuda, afirmando que la libertad se gana, no se recibe.
El gobierno ejecuta a Dolores en la horca. Poco después, Walker, culpable de ello, es abordado mientras se prepara para partir de Queimada. Un hombre lo saluda tal como lo hizo Dolores cuando Walker llegó por primera vez a la isla, y luego lo apuñala hasta la muerte. Antes de morir, Walker mira a su alrededor y se ve rodeado de miradas acusatorias o pasivas de la pobre gente del puerto.

## Producción
Queimada originalmente estaba programada para ser filmada íntegramente en Cartagena, Colombia. Las difíciles condiciones de trabajo hicieron que la producción se excediera en el cronograma y el presupuesto, lo que llevó a United Artists a casi despedir a Pontecorvo. Marlon Brando insistió en que la película estuviera terminada y pagó para que la producción se trasladara a Marruecos, donde podría completarse por menos dinero. Otras escenas se rodaron en Saint-Malo, Francia, las Islas Vírgenes de los Estados Unidos y los estudios Cinecittà.
Alberto Grimaldi sugirió originalmente a Sidney Poitier en el papel de José Dolores, pero Gillo Pontecorvo insistió en elegir a Evaristo Márquez en su lugar. Márquez no era un actor profesional, sino un pastor colombiano analfabeto a quien Pontecorvo conoció mientras buscaba locaciones.  Muchos de los actores también eran no profesionales, un enfoque inspirado en el neorrealismo que Pontecorvo utilizó anteriormente en La batalla de Argel.
Marlon Brando tuvo la oportunidad de tener un papel en Butch Cassidy and the Sundance Kid y The Arrangement una vez más con Elia Kazan, pero eligió trabajar en esta película. También tuvo que rechazar un papel importante en Ryan's Daughter debido a los problemas de producción de esta película. En su autobiografía Brando: Songs My Mother Taught Me, afirmó: "¡Hice algunas de mis mejores actuaciones en Queimada".  Llamó a Pontecorvo uno de los tres mejores directores con los que ha trabajado, junto a Kazan y Bernardo Bertolucci.
En el guion original, la isla (ficticia) de Queimada era un protectorado español, que muchas de las colonias caribeñas históricas eran. El gobierno franquista presionó a los cineastas para que modificaran el guion, y dado que Portugal representaba una parte considerablemente menor de los ingresos de taquilla internacional que España, los productores hicieron lo económicamente conveniente al convertir a los portugueses en los villanos.  La presunción original todavía se refleja en los personajes que tienen nombres españoles y hablan el idioma español.
La versión de exportación en inglés de la película dura 112 minutos, 17 minutos menos que la versión original italiana. Brando fue doblado por Giuseppe Rinaldi para la versión italiana. La voz de Brando solo se puede escuchar en la versión más corta en inglés.

## Recepción
La película recibió elogios de la crítica en los Estados Unidos y en el extranjero. Según 11 reseñas recopiladas por Rotten Tomatoes, la película tiene un índice de aprobación general de los críticos del 82%.  En comparación, su relanzamiento de 2004 recibió una puntuación media de 72 sobre 100, basada en 4 reseñas, por Metacritic, que asigna una calificación basada en las mejores críticas de los principales críticos.
Natalie Zemon Davis revisó la película desde la perspectiva de un historiador y le dio altas calificaciones, argumentando que fusiona eventos históricos que tuvieron lugar en Brasil, Cuba, República Dominicana, Jamaica y otros lugares. El académico palestino-estadounidense Edward Said (famoso por su obra Orientalismo) elogió a Queimada (junto con la otra película de Pontecorvo, La batalla de Argel) ya que las dos películas "... Son inigualables e insuperables desde que se fabricaron en los años 60. Ambas películas juntas constituyen un estándar político y estético nunca más igualado".
Muchos críticos han interpretado que Queimada en el contexto de la Guerra de Vietnam y la Guerra Fría, y han elogiado sus representaciones crudas y poco glamorosas del colonialismo, el imperialismo y la esclavitud.  David N. Meyer escribió para The Brooklyn Rail: "¡Arde! es una presentación silenciosamente sombría e inquebrantable de la esclavitud, los odios raciales posteriores a la esclavitud, el papel de la raza en el poder político y la manipulación colonial de todo lo anterior. Pontecorvo aborda estos temas de manera tan clara y directa, manteniéndolos en segundo plano frente al drama de la narración, que Burn! se convierte en una lección de cuán pocas otras películas los abordan".
El personaje José Dolores inspiró el logo de la revista socialista Jacobin.

## Reparto
- Marlon Brando: Sir William Walker
- Evaristo Márquez: José Dolores
- Norman Hill: Shelton
- Renato Salvatori: Teddy Sánchez
- Dana Ghia: Francesca
- Valeria Ferran Wanani: Guarina
- Giampiero Albertini: Henry
- Carlo Palmucci: Jack